# Kaiserliches Infanterieregiment No. 10 (1769)
Das Kaiserliche Infanterieregiment Nr. 10 wurde 1715 als Regiment Württemberg errichtet. Das Regiment bestand bis 1918 im Kaisertum Österreich bzw. in der österreich-ungarischen Monarchie fort.
Das Regiment führte in der Regel den Namen des Inhabers aber zunächst bis 1720 den Namen Jung-Würtemberg, um es von dem zeitweilig in kaiserliche Diensten stehenden Regiment Alt-Württemberg zu unterscheiden. Später erhielt es den Namen Jung-Wolfenbüttel um es vom Regiment Nr. 29 (Carl Herzog von Wolfenbüttel) zu unterscheiden. 1760 hieß es dann Wolfenbüttel.
Im Jahr 1769 erhielt das Regiment die Nummer 10.

## Geschichte
Das Regiment wurde durch Patent vom 14. Oktober 1715 durch den zum Obrist-Inhaber bestellten Prinzen Friedrich Heinrich von Württemberg errichtet. Vier Kompanie wurden vom Prinzen geworben, je zwei Kompanien kamen vom Regiment Nr. 17 (Alexander Württemberg), Nr. 36 (Regal), Nr. 47 (d'Arnant), Nr. 12 (Jung-Daun, 1809 als Nr. 45 aufgelöst). Eine Kompanie kam von Regiment Nr. 7 (Neipperg). Alles sammelte sich in Rothenburg. Im Jahr 1725 wurden drei Kompanie aus dem aufgelösten Regiment Bonneval aufgenommen. 1731 erhielt es zwei Kompanie aus dem Regiment Nr. 12 (Kettler). 1747 und 1748 kamen Teile der aufgelösten Regimenter Heister und Arenberg dazu.
Im Jahr 1860 wurde ein Bataillon in das neu errichtete Infanterieregiment Nr. 77 und 1883 ein Bataillon in das neu errichtete Infanterieregiment Nr. 90 abgegeben.

## Werbebereiche
- 1766–1806 hatte das Regiment einen Werbebereich im oberrheinischen Kreis
- 1771–1781 den ständigen Werbebezirk in Böhmen Taborer und Budweiser Kreis mit der Stabsstation Budweis dazu
- 1775–1807 einen Aushilfs Bezirk in Galizien Wieliczka Myslenice
- 1807 wurde das Regiment mit der Ergänzung nach Mähren überwiesen und recrutierte sich wie alle mährischen Regimenter bis 1817 je zur Hälfte aus dem mährischen Antheil Brünner Kreis und dem galizischen Bochnia Tarnów
- 1818 wurde es ganz galizisch mit der Werb Bezirks Station Rzeszów
- 1830 endlich übernahm es von dem Infanterie Regimente Nr 9 den Werb Bezirk Przemyśl welchen es noch inne hat

## Grenadier-Division
- 1769–1778 bildeten die Grenadiere mit denen von Nr. 25 und Nr. 54 ein Bataillon
- 1779–1780 mit denen von Nr. 49 und Nr. 54 ein Bataillon
- 1781–1797 die Grenadiere bildeten mit denen vom Nr. 41 und Nr. 54 das 1. böhmischen Bataillon
- 1799–1801 bildeten die Divisionen von Nr. 18 und Nr. 36 in jenem ein Bataillon
- 1809 die Divisionen von Nr. 11 und Nr. 47 mit der des Regiments ein Bataillon
- 1810–1818 standen die Grenadiere mit denen vom Nr. 20 und Nr. 40 ein Bataillon
- 1818–1852 waren die Grenadiere mit denen vom Nr. 9 und Nr. 40 in einem Bataillon vereint

## Garnisonen
- 1714 Brüssel
- 1720 Charleroi
- 1721 Brüssel
- 1722 Charleroi dann Mons
- 1723 Ath
- 1727 Antwerpen
- 1731 Brüssel
- 1732 Charleroi
- 1735–1742 Luxemburg
- 1747 Brünn
- 1752 Pilsen
- 1763 Pisek
- 1775 Budweis
- 1780 Wien Krems
- 1790 Budweis
- 1795 Josephstadt
- 1797 Wien
- 1801 Budweis
- 1802 Wels
- 1803 Neuhaus
- 1804 Graz
- 1806 Neuhaus Pilsen
- 1807 Neuhaus
- 1808 Prag
- 1809 Kremsier
- 1811 Brünn
- 1812 Pest
- 1814 Brünn
- 1815 Przemyśl
- 1816 Kaschau
- 1821 Ofen dann Peterwardein
- 1825 Grosswardein
- 1827 Temesvár
- 1829 Kascháu
- 1830 Jaslo
- 1831 Tarnów, Eperies
- 1832 Kaschau
- 1835 Pest
- 1836 Przemyśl
- 1840 Sambor
- 1843 Sanok
- 1847 Stanislau
- 1848 Olmütz
- 1849 Pressburg
- 1850 Komorn, Keszthely dann Olmütz
- 1851 Prossnitz dann Como
- 1852 Mailand
- 1853 Como wieder Mailand
- 1854 Mantua, Mailand
- 1855 Wien
- 1856 Debreczin
- 1853 Pest
- 1859 Semlin
- 1860 Hermannstadt
- 1866 Leutschau
- 1871 Jaroslau
- 1879 Przemyśl
- 1882 Wien
- 1888 Przemyśl
- 1894 Jaroslau

## Inhaber
- 1715 Prinz Heinrich Friedrich von Württemberg-Winnental, FML[1]
- 1717 Prinz Friedrich Ludwig von Württemberg-Winnental, FZM[2]
- 1734 Freiherr Georg Anton Lindemann von Lindesheimb, FML
- 1740 Prinz Ludwig Ernst von Braunschweig-Wolfenbüttel, FM
- 1788–1790 vakant
- 1790 Freiherr Karl von Keuhl, FML
- 1798–1802 vakant
- 1802 Markgraf Christian Friedrich von Anspach-Bayreuth, GM[3]
- 1806 Freiherr Joseph Anton Franz von Mittrowsky, FML
- 1809 Freiherr Franz Wenzel Reisky von Dubnitz, FML[4]
- 1817 Graf Alois von Mazzuchelli, FML FZM
- 1869 Freiherr Heinrich von Handel, FML FZM
- 1888 Oscar II. Friedrich, König von Schweden und von Norwegen
- 1908 Gustav V. König von Schweden

## Regimentskommandeure
- 1716 Anton Heinrich von Streithorst, Obrist[5][6]
- 1716 N.N. Falk (Valk), Obrist
- 1724 Graf Johann Anton von Hatzfeld, Obrist
- 1732 Freiherr Johann Walprecht von Riedesel, Obrist
- 1737 N.N. Mac Hugo de Burgos, Obrist[7]
- 1742 N.N. Lindenfels, Obristlieutenant, ad interim
- 1744 N.N. Mengen von Rensfeld, Obrist
- 1748 Heinrich Justin von Duck, Obrist
- 1748 Graf Ludwig Peroni, Obrist
- 1756 Graf Carl von Almensloe, Obrist
- 1759 Graf Friedrich Ferdinand von Pappenheim, Obrist
- 1764 Freiherr Franz Ignaz von Hasslingen, Oberst
- 1773 Graf Karl zu Erbach, Oberst
- 1783 Johann Heinrich von Niesen, Oberstlieutenant
- 1784 Fürst Heinrich XIII. von Reuss, Oberst
- 1788 Freiherr Wenzel von Vernier, Oberst
- 1789 Freiherr Friedrich von Elsner, Oberst
- 1790 Franz von Rogoiski, Oberst
- 1795 Graf Franz von Saint-Julien, Oberst
- 1797 Freiherr Ferdinand von Beulwitz, Oberst[8]
- 1800 Wenzel Buresch von Greiffenbach, Oberst[9]
- 1807 Domitian de Vaux, Oberst
- 1809 Joseph Weigl von Löwenwarth, Oberst[10]
- 1813 Joseph Wertich von Adelsfeld, Oberst
- 1819 Freiherr Joseph von Rehbach, Oberst
- 1830 Joseph Münzer von Marienborn, Oberst
- 1835 Hermann Sternfeld Ritter von Kriegelstein, Oberst
- 1840 Freiherr Adolph Schütte von Warensberg, Oberst
- 1848 Friedrich Teuchert, Oberst
- 1849 Graf Cajetan von Alcaini, Oberst[11]
- 1851 Friedrich Giersig, Oberst
- 1858 Joseph Grobois, Oberst
- 1865 Franz Brzesina Ritter von Birkenhain, Oberst
- 1868 Joseph Ratkovich, Oberst
- 1875 Joseph Pawlikowski Ritter von Cholewa, Oberst
- 1878 Carl Zuna Edler von Krátky, Oberst[12]
- 1878 Carl Edler von Döpfner, Oberst
- 1879 Julius Konja, Oberst
- 1882 Julius Bauer, Oberst
- 1886 Carl von Habermann, Oberst
- 1889 Eduard Gläser, Oberst
- 1892 Heinrich Schäffer, Oberst
- 1896 Alois Laube, Oberst
- 1903 Ludwig Matuschka, Oberst
- 1905 Josef Rockek, Oberst
- 1908 Eduard hatzl-Zlinsky von Mühlfort
- 1912 Rudolf Obauer von Bannerfeld, Oberst
- 1912 Friedrich Peizker, Oberst

## Gefechtskalender

### 6. Österreichischer Türkenkrieg
Das Regiment wurde 1716 auf den Kriegsschauplatz nach Ungarn. Es kämpften zwei Bataillone und die Grenadiere in der Schlacht von Peterwardein dann bei der Belagerung von Temesvár und dem Sturm auf die Palanka. Im Jahr 1717 kämpfte es bei der Belagerung von Belgrad und Schlacht bei Belgrad.

### Polnischer Erbfolgekrieg
Das Regiment kam 1734 zum Reichsarmee ohne Gefechtstätigkeit. Es kam 1735 zum Mosel-Korps und nahm am Gefecht bei Klausen teil.

### Österreichischer Erbfolgekrieg
Das Regiment kam 1740 zum Korps Arnberg an der belgisch-französischen Grenze, das 3. Bataillon war bis 1743 in Luxemburg stationiert. Im Jahr 1743 kamen zwei Bataillone und die Grenadiere zur pragmatischen Armee. Sie kämpften bei Dettingen mit Auszeichnung. 1744 kam ein Bataillon zu der in den Niederlanden operierenden Armee. im Jahr 1745 wurden zwei Bataillone und die Grenadiere am Rhein und Main verlegt. Im Jahr 1746 stand es in der Schlacht bei Roucourt, wo es aber nicht zum Einsatz kam. Allerdings war in Detachement unter Hauptmann Majole im Schloss Mecheln stationiert, was tapfer verteidigt wurde. Im Jahr 1747 kämpfte es in der Schlacht bei Lauffeldt, blieb aber 1748 ohne Gefechtstätigkeit.

### Siebenjähriger Krieg
Bei Beginn des Krieges standen 1756 zwei Bataillone und den Grenadiere in Böhmen, das 3. Bataillon befand sich in der Festung Olmütz. Im gleichen Jahr kämpfte das Regiment bei Lobositz. Es kämpfte im Jahr 1757 in der Schlacht bei Prag und sowie später bei der Verteidigung der Festung, hier auch wieder mit dem 3. Bataillon. Später im Jahr kämpfte es in den Schlachten von Breslau und Leuthen
Im Jahr 1758 nahm das bisher in Prag verbliebene 3. Bataillon an dem vergeblichen Versuch des Entsatzes von Schweidnitz teil. Anschließend stand es bei der Belagerung von Neisse. Das Regiment kam in der Schlacht bei Hochkirch in Gefecht. Danach stand es 1759 bei der Hauptarmee ohne Gefecht.
Das Regiment beteiligte sich 1760 dann in Korps Lacy am Streifzug gegen Berlin. Anschließend kam es zur Hauptarmee zurück. Es stand in der Schlacht bei Torgau dann nur im Geschützfeuer, das 3. Bataillon hingegen kam in der Zeit nach Dresden. Im Jahr 1761 stand es in Sachsen ohne Gefechtstätigkeit. 1762 stand das Regiment mit allen drei Bataillonen in Sachsen und kämpfte im Gefecht bei Spechthausen (29. September 1762). Später kämpften noch einige Abteilungen in kleineren Gefechten bei Dresden und Freiberg.

### Bayrischer Erbfolgekrieg
Das Regiment stand 1778 und 1779 bei der Hauptarmee ohne Gefecht, die Grenadiere (Bataillon Canto d’Yrles) standen bei der Armee in Böhmen ohne Gefecht.

### 8. Österreichischer Türkenkrieg
Im Jahr 1789 wurde das Leib- und Oberst-Bataillon auf dem Kriegsschauplatz nach Ungarn verlegt. Dort nahmen sie an der Verteidigung der Stellung von Armnis teil. Major Baron Mittrowsky konnte sich auf dem Rückzug von Karansebes auszeichnen. Das Regiment nahm 1789 an der Belagerung von Belgrad teil. Die Grenadiere (Bataillon Voith) blieben in diesem Krieg in der Garnison.

### Koalitionskriege

#### Erster Koalitionskrieg
Kheul
Mit dem Beginn des Krieges im Jahr 1793 marschierte das Regiment in die Niederlande. Das 1. und 2. Bataillon kämpfte bei Tirlemont (16. März), Neerwinden und Löwen. Anschließend nahm es an der Belagerung von Valenciennes, dem Gefecht bei Estreux und Schlacht bei Famars teil. Dieselben Einheiten nahmen dann auch an den Gefechten bei Lille, Hellesmes, Menin, Marchiennes und Orchies teil. Im Gefecht bei Marchiennes konnten sich die Majore Carl Wagemann und O’Reilly sowie der Capitain-Lieutenant Richter auszeichnen. Die Grenadiere (Bataillon Ulm) kämpften bei Berlaimont und Wattignies.
1794 war das Regiment in der Stellung bei Marchiennes stationiert. Aber es nahmen einzelne Abteilungen des Regiments an den Gefechten bei Pont à Marque und Orchies teil. Anschließend kam es als Besatzung nach Maastricht. Bei der Kapitulation der Festung ging das Regiment in Kriegsgefangenschaft und kehrte nach Österreich zurück. Die Grenadiere kämpfte im Korps York in den Schlachten bei Tourcoing und Fleurus.
Im Jahr 1795 kämpften die Grenadiere im Gefecht an der Pfrimm und bei Lambsheim.
Im Jahr 1796 wurde das Regiment nach Italien verlegt. Es kämpfte bei Saló und Lonato. Auf dem Rückzug nach Tirol kämpfte das Oberst-Bataillon noch bei Villanova. Das Leib-Bataillon hingegen wurde bei Storo überfallen und geriet in Gefangenschaft. In diesem Jahr wurde auch das 3. Bataillon von Krakau nach Italien verlegt. Dort stand es im Korps Meszáros und kämpfte in den Gefechten bei Bassano und Cerea und der Schlacht bei la Favorita. Anschließend kam es nach Mantua, wo es mit der Festung eingeschlossen wurde, es kämpfte noch im Gefecht bei Governolo. Die Grenadiere kamen zur Armee des Erzherzogs Karl nach Deutschland und kämpften bei Ükerath, Wetzlar, Würzburg und Schliengen.
Im Kriegsjahr 1797 gingen die Teile das Regiments in Folge der Kapitulation von Mantua in Kriegsgefangenschaft. Die Grenadiere wurde zur Armee nach Italien verlegt und nahmen am Gefecht bei Neumarkt teil.

#### Zweiter Koalitionskrieg
Bei Beginn des Krieges im Jahr 1799 kam das Regiment zunächst als Besatzung nach Venedig. Von dort wurde es im Juni 1799 zur Belagerung von Mantua abgezogen. Es kämpfte mit Auszeichnung mit bei Novi dann bei Savigliano, an der Stura, bei Cuneo und Mondovi. Die Grenadiere (Bataillon Weber) kämpften bei Verona, Magnano, an der Trebbia, bei Novi und Beinette.
Im Jahr 1800 kam das Regiment an die Riviera, wo es am Monte Cavallo und Ermetta (11. April 1800) kämpfte und schwere Verluste hatte. Ferner kämpfte es am Monte Bartolomeo und kam dann als Besatzung nach Cuneo. Am Ende des Jahres wurde es nach Tirol verlegt. Unterdessen kämpften die Grenadiere bei Albissola, am Var, bei Marengo und bei Valeggio. Im folgenden Jahr stand das Regiment nochmal bei Lovadina und an der Piave im Gefecht.

#### Dritter Koalitionskrieg
Im Jahr 1805 stand das Regiment in Südtirol. Nur das Grenadierbataillon kam dann zur Armee nach Italien. Dort kämpfte es in der Schlacht bei Caldiero. Bei dem folgenden Rückzug der Armee kämpften einzelne Abteilungen in den Nachhutgefechten bei Vicenza und an der Brenta.

#### Fünfter Koalitionskrieg
1809 kamen zwei Bataillone zum Korps Bellegarde. Das Regiment stand in Bayern und war im Gefecht bei Regensburg in der Reserve. Das Regiment kämpfte aber bei Aspern ebenso bei Wagram und Znaim mit besonderer Auszeichnung. Das 3. Bataillon kam zum Korps Ende nach Sachsen und kämpfte in den Gefechten bei Lützen und Dresden. Die Grenadiere (Bataillon Wieniavsky) kämpften ebenfalls bei Aspern, Wagram und Znaim. Zahlreiche Angehörige des Regiments erhielten Auszeichnungen.

### Befreiungskriege
Das Regiment stand bei Beginn der Befreiungskriege 1813 bei der Armee in Innerösterreich. Das 1. und 2. Bataillon wurde von Oberst Weigl kommandiert. Der Oberst sowie vier weitere Offiziere erhielten nach dem Gefecht bei Feistritz (6. September 1813) ein Belobigung.
Das 3. Bataillon konnte sich bei Tarvis auszeichnen, zwei Kompanien auch bei Tolmein. Später kamen das 1. und 3. Bataillon zur Blockade von Venedig. Das 2. Bataillon stand bei der Blockade von Legnago, außerdem wurde das Landwehr-Bataillon nachgezogen. Die Grenadiere (Bataillon Hromada) kamen zur Donau Armee und kämpften bei Hanau.
Im Jahr 1814 kämpfte das Regiment in der Schlacht am Mincio, wo es schwere Verluste erlitt. Inzwischen war das 4. Bataillon nachkommen und wurde zusammen mit den anderen als Garnison nach Mantua verlegt.
Die Grenadiere kamen 1814 zur Hauptarmee nach Frankreich. Sie kämpften am 28. Februar 1814 im Gefecht bei la-Ferté-sur-Aube und am 30. März bei Charenton. Anschließend machten sie den Einzug in Paris mit.
Im Sommerfeldzug von 1815 erhielt das Regiment erst Ende Juni den Befehl zur operierenden Armee zu stoßen. Da Napoleon im 18. Juni besiegt wurde, kamen die Grenadiere nicht mehr ins Gefecht. Die Grenadiere standen zunächst am Rhein dann in einem Lager bei Dijon.

### Revolution 1848/49
Während der Aufstände von 1848 stand das 1. und 2. Bataillon standen in Olmütz, während die Grenadiere (Bataillon Gaus) an den Kämpfen vor Wien teilnahmen. Anschließend blieben sie als Garnison in Wien. Das 3. Bataillon kam im Corps Schlik nach Ungarn und kämpfte in den Gefechten bei Budamér und Szikszó. Das Landwehr-Bataillon kam zu den Besatzungstruppen nach Italien.
Im Jahr 1849 war das 3. Bataillon bei den Gefechten von Kaschau und bei Szinye sowie in der Schlacht bei Kápolna dann in den Gefechten bei Hatvan und Isaszeg.
Ende April wurde das 3. Bataillon mit den anderen Bataillonen wieder zum Regiment ergänzt. Es kämpfte bei Nagy-Sarló. Ein Detachement kam zum Infanterie-Regiments Nr. 12, mit dem es an der Verteidigung von Ofen teilnahm. Das 1. Bataillon kämpfte in den Gefechten bei Zsigárd, Szered und der Schlacht von Pered. Anschließend wurde das Regiment zum Einschluss von Komorn verwendet und kämpfte in der Schlacht bei Puszta-Herkály. Das 4. Bataillon machte noch einen Streifzug gegen Munkács ohne Gefechte. Das Landwehr-Bataillon in Italien nahm an der Belagerung von Fort Malghera (Fort bei Venedig) teil und dann beim Einschluss von Venedig.

### Italienischer Krieg 1859
Im Jahr 1859 wurden drei Feld- und ein Grenadier-Bataillon auf den italienischen Kriegsschauplatz verlegt.
Dort wurde das Regiment im Verband mit dem 10. Korps zur Küstensicherung zwischen dem Tagliamento und Isonzo eingesetzt. Das 4. Bataillon kam später zum 6. Korps nach Tirol, nahm aber an keinen Kampfhandlungen teil.

### Deutscher Krieg
Im Jahr 1866 kam das Regiment zur Nordarmee, wo es im 10. Korps (Gablenz) stand.
Es kämpfte bei Trautenau, Neu Rognitz und in der Schlacht bei Königgrätz, sowie im Gefecht bei Blumenau. Das 4. Bataillon kam als Besatzung nach Königgrätz.

### Erster Weltkrieg
Zu Beginn des Krieges rückte das Regiment im August 1914 im Verband der 48. Infanterie-Brigade (24. Inf.- Truppendivision) aus der Garnison von Przemyśl aus und nahm am rechten Flügel der 1. Armee im Verband des X. Korps (General der Infanterie Hugo Meixner von Zweienstamm) an der Schlacht von Kraśnik teil. 1915 wurde das Regiment nach Italien verlegt, dort erlitt es 1916 insbesondere in der fünften Schlacht am Isonzo schwere Verluste.